# Primnoisis mimas
Primnoisis mimas är en korallart som beskrevs av Bayer och Carlo de Stefani 1987. Primnoisis mimas ingår i släktet Primnoisis och familjen Isididae.
Artens utbredningsområde är Södra Ishavet. Inga underarter finns listade i Catalogue of Life.